# Vodní hamr v Dobřívi
Vodní hamr v obci Dobřív nedaleko Rokycan je unikátní technickou památkou připomínající tradici zpracování železa v tomto kraji. V roce 2010 byl hamr zařazen mezi národní kulturní památky.V seznamu památek je uvedeno též jméno Horní hamr nebo Hořejší lub. Památka je ve správě Západočeského muzea v Plzni, které zde udržuje stálou expozici.

## Historie
Původní dřevěný hamr stál v těchto místech už v 16. století, v roce 1634 byl vypálen švédskými vojsky. K obnovení došlo v roce 1657, poté znovu roku 1702. Dnešní budova pochází z přestavby v letech 1825–1830. Od poloviny 17. století byl trvale v provozu až do roku 1956, poté ještě čtyři roky sloužil jako skladiště. Hamr zpracovával železo na polotovary, za třicetileté války se vyrábělo též nářadí a dělové koule. Od roku 1724 se zde vyrábělo železo na hřebíky, po roce 1945 nářadí a radlice pro pluhy.
Do roku 2015 hamr patřil pod Muzeum Dr. Bohuslava Horáka v Rokycanech, poté spolu s ním přešel pod správu Západočeského muzea v Plzni. V roce 2020 byla po třech letech dokončena rekonstrukce zařízení, během níž byly opraveny vantroky, vodní kola i hamernická zařízení (kladiva, vrtačky apod.). Obnova stála šestnáct milionů korun a z větší části byla zaplacena díky evropským dotacím. V roce 2021 byla obnova hamru oceněna cenou Patrimonium pro futuro, kterou uděluje Národní památkový ústav.

## Popis a interiér
Hamr je zděná přízemní budova obdélníkového půdorysu se třemi vikýři na delší straně, s šindelovou střechou navýšenou dřevěnou nástavbou s okny. Stojí v těsném sousedství hráze Huťského rybníka. Přilehlý náhon přivádí vodu dřevěným korytem (zvaným vantroky) na vodní kola, která přes transmisní soustavu pohánějí hamernická zařízení. Původně měl hamr pět vodních kol, z nichž jsou funkční tři.
Hala má rozměry 32 × 12 metrů. V interiéru lze vidět výhně, hamernická kladiva různých velikostí, brusy, skružovací stroj, vrtačky, lisy a různé nářadí. Vodní kola pohánějí nejen zařízení k výrobě kovaného nářadí, ale i generátor elektřiny.

## Expozice
Při návštěvě expozice je možné vidět, jak některá ze zařízení skutečně fungují, kováři např. předvádějí kování hřebů. Třetí sobotu v květnu se zde koná Hamernický den s ukázkami kovářského řemesla a doprovodným programem.